# 哥达纲领批判
哥达纲领批判（德語：Kritik des Gothaer Programms）是一篇政论文，内容基于1875年5月马克思向德国社会民主工人党写的一封信，是马克思最后一部主要作品。该文展现了马克思对革命战略最为详尽的阐述，其中涉及“无产阶级专政”、资本主义向社会主义的过渡时期、无产阶级国际主义及工人阶级政党，该文还阐述了“按劳分配”和“各尽所能、各取所需”的原理，文章名称来自1875年德国社会主义工人党成立时通过的党纲哥达纲领。
在《哥达纲领批判》中，马克思逐条批判了他认为哥达党纲草案中错误的论点，如社会财富的起源、其公正分配，或资本家和地主的地位（第一节）。他还谈到了诸如工人运动中国际主义的必要性、工人阶级与其他阶级的关系（均为第一节）、教育系统（第四节）或斐迪南·拉萨尔的“铁的工资规律”（第二节），马克思对这些话题的批判对党纲产生了理论影响。国家的角色及其发展，特别是在无产阶级革命之后，也被进行研究，并与纲领草案中对国家的理解进行了批判性的对比（第三节和第四节）。

## 创作和出版历史
这份20页长的手稿写于1875年4月至5月初，最初只在马克思和恩格斯的朋友圈子中传播。1891年，马克思逝世后，《反社会党人非常法》被废除，由德国社会民主工党（爱森纳赫派）和全德工人联合会（拉萨尔派）合并而成的德国社会主义工人党再次转向马克思主义（参见后来的爱尔福特代表大会），弗里德里希·恩格斯为了反击党内日见抬头的机会主义思潮，肃清拉萨尔的影响，帮助德国社会民主党制定正确的纲领，不顾党内某些领导人的反对，将这篇著作发表在了1890—1891年《新时代》杂志第9年卷第1册第18期，并撰写了序言。恩格斯在序言中简要说明了这部著作的起源，并论述了为了出版所必需的审查措施；而在今天，我们已经可以阅读到马克思所著的原版。
这里刊印的手稿———对纲领草案的批判以及给白拉克的附信———曾于1875年哥达合并代表大会召开以前不久寄给白拉克，请他转给盖布、奥尔、倍倍尔和李卜克内西过目，然后退还马克思。（...）还由于新闻出版法的缘故，有些语句也只用省略号暗示出来。 在我不得不选用比较缓和的说法的地方，加上了方括号。其他地方都按手稿付印。——恩格斯，序言：1891年1月6日，伦敦
1960年秋，马克思的曾孙马塞尔-沙尔·龙格将原稿捐赠给了苏共中央马列研究院。

## 内容

### 给威廉·白拉克的信
马克思在信中解释自己拒绝承认这一纲领，并希望明确地与之保持距离。他反对 "对原则的交易"，而主张“行动纲领”或“组织计划”以开展共同行动。他特别批评了党纲中的拉萨尔印记。

### 德国工人党纲领批注

#### 第一部分
在第一部分中批判了《哥达纲领》的五个基本原则：
 1.“劳动是一切财富和一切文化的源泉，而因为有益的劳动只有在社会中和通过社会才是可能的，所以劳动所得应当不折不扣和按照平等的权利属于社会一切成员。”
马克思对该条进行了彻底批判，并指出：“劳动不是一切财富的源泉。自然界同劳动一样也是使用价值（而物质财富就是由使用价值构成的！）的源泉，劳动本身不过是一种自然力即人的劳动力的表现。”因此他认为，只有这样的表述才有意义：“随着劳动的社会性的发展，以及由此而来的劳动之成为财富和文化的源泉，劳动者方面的贫穷和愚昧、非劳动者方面的财富和文化也发展起来。”
 2. “在现代社会，劳动资料为资本家阶级所垄断；由此造成的工人阶级的依附性是一切形式的贫困和奴役的原因。” 
马克思强调，劳动资料的垄断不仅存在于资本家阶级，还由资本家和土地所有者共同构成。
 3. “劳动的解放要求把劳动资料提高为社会的公共财产，要求集体调节总劳动并公平分配劳动所得。”
首先，“劳动所得”一概念被批评在经济学上不明确，"公平分配"的含糊表述同样也受到了批评（“难道资产者不是断言今天的分配是“公平的”吗？”）。接下来，马克思根据他的经济理论定义了他对社会总产品公正分配的看法：
现在从它[即社会总产品]里面应当扣除：
第一，用来补偿消耗掉的生产资料的部分。
第二，用来扩大生产的追加部分。
第三，用来应付不幸事故、自然灾害等的后备基金或保险基金。
......扣除这些部分，在经济上是必要的，至于扣除多少，应当根据现有的物资和力量来确定.....
剩下的总产品中的另一部分是用来作为消费资料的。在把这部分进行个人分配之前，还得从里面扣除：
第一，同生产没有直接关系的一般管理费用。
同现代社会比起来，这一部分一开始就会极为显著地缩减，并随着新社会的发展而日益减少。
第二，用来满足共同需要的部分，如学校、保健设施等。
同现代社会比起来，这一部分一开始就会显著地增加，并随着新社会的发展而日益增长。
第三，为丧失劳动能力的人等等设立的基金，总之，就是现在属于所谓官办济贫事业的部分。
只有现在才谈得上……在集体中的各个生产者[注：工人]之间进行分配的那部分消费资料......
[消费资料在工人之间分配的]平等就在于以同一尺度———劳动[注：参见劳动价值论]———来计量。但是，一个人在体力或智力上胜过另一个人，因此在同一时间内提供较多的劳动，或者能够劳动较长的时间；而劳动，要当做尺度来用，就必须按照它的时间或强度来确定，不然它就不成其为尺度了。这种平等的权利，对不同等的劳动来说是不平等的权利。它不承认任何阶级差别，因为每个人都像其他人一样只是劳动者；但是它默认，劳动者的不同等的个人天赋，从而不同等的工作能力，是天然特权。所以就它的内容来讲，它像一切权利一样是一种不平等的权利。权利， 就它的本性来讲，只在于使用同一尺度；但是不同等的个人（而如果他们不是不同等的，他们就不成其为不同的个人）要用同一尺度去计量，就只有从同一个角度去看待他们，从一个特定的方面去对待他们……一个劳动者已经结婚，另一个则没有；一个劳动者的子女较多，另一个的子女较少，如此等等。因此提供的劳动相同，从而由社会消费基金中分得的份额相同的条件下，某一个人事实上所得到的比另一个人多些，也就比另一个人富些，如此等等。要避免所有这些弊病， 权利就不应当是平等的，而应当是不平等的。
但是这些弊病，在经过长久阵痛刚刚从资本主义社会产生出来的共产主义社会第一阶段，是不可避免的……
……在迫使个人奴隶般地服从分工的情形已经消失，从而脑力劳动和体力劳动的对立也随之消失之后；在劳动已经不仅仅是谋生的手段，而且本身成了生活的第一需要之后；在随着个人的全面发展，他们的生产力也增长起来，而集体财富的一切源泉都充分涌流之后，———只有在那个时候，才能完全超出资产阶级权利的狭隘眼界，社会才能在自己的旗帜上写上：“各尽所能，按需分配！
 4.“劳动的解放应当是工人阶级的事情，对它说来， 其他一切阶级只是反动的一帮。”
马克思批评了他认为含糊不清的“劳动的解放”的表述，认为“工人阶级的解放必须是工人自己的事情。”他还批评了将工人阶级以外的所有阶级都描述为反动派的做法（“难道在最近这次选举中有人向手工业者、小工业家等等以及农民说过：对我们说来，你们同资产者和封建主一起只组成反动的一帮吗？”）并要求进行区分。
 5.“工人阶级为了本身的解放，首先是在现代民族国家的范围内进行活动，同时意识到，它的为一切文明国家的工人所共有的那种努力必然产生的结果，将是各民族的国际的兄弟联合。” 
马克思批判了“从最狭隘的民族观点来理解工人运动”，他特别强调了经济和国家之间的国际联系，并指出工人阶级只有在国际的框架内，对现有条件的革命才有可能（"国际主义"）。

#### 第二部分
在原则被阐述后，纲领继续如下：
“德国工人党从这些原则出发，用一切合法手段去争取建立自由国家———和———社会主义社会：废除工资制度连同铁的工资规律———和———任何形式的剥削，消除一切社会的和政治的不平等。” 
马克思此处主要批判拉萨尔的“铁的工资规律”对资本主义制度下对工资形成的错误理解：
“在我们党内，这样一种科学见解已经给自己开辟了道路，就是工资不是它表面上呈现的那种东西，不是劳动的价值或价格[注：参见使用价值]，而只是劳动力的价值或价格的隐蔽形式[注：参见交换价值]。这样，过去关于工资的全部资产阶级见解以及对这种见解的全部批评都被彻底推翻了，并且弄清了：雇佣工人只有为资本家（因而也为同资本家一起分享剩余价值的人）白白地劳动一定的时间，才被允许为维持自己的生活而劳动，就是说，才被允许生存；整个资本主义生产体系的中心问题，就是用延长工作日，或者提高生产率，增强劳动力的紧张程度等等办法，来增加这个无偿劳动；因此，雇佣劳动制度是奴隶制度，而且劳动的社会生产力越发展，这种奴隶制度就越残酷，不管工人得到的报酬较好或是较坏。“
最后他强调：“本段末尾‘消除一切社会的和政治的不平等’这一不明确的语句，应当改成：随着阶级差别的消灭，一切由这些差别产生的社会的和政治的不平等也自行消失。”

#### 第三部分
马克思接着引用了党纲中的以下一段话：
 “为了替社会问题的解决开辟道路，德国工人党要求在劳动人民的民主监督下，依靠国家帮助建立生产合作社。在工业和农业中，生产合作社必须广泛建立，以致能从它们里面产生总劳动的社会主义的组织。” 
“现存的阶级斗争被换上了拙劣的报刊作家的空话———要“开辟道路”来“解决”的“社会问题”。“总劳动的社会主义的组织”不是从社会的革命转变过程中，而是从国家给予生产合作社的“国家帮助”中“产生”的，并且这些生产合作社是由国家而不是由工人“建立”的。这真不愧为拉萨尔的幻想：靠国家贷款能够建设一个新社会，就像能够建设一条新铁路一样！”
马克思指出德国的劳动人民的大多数是农民而不是无产者。他批评国家援助应置于劳动人民的民主（即民众）监督之下的表述。“什么是“劳动人民的人民当权的监督”呢？何况所说的是这样的劳动人民，他们通过向国家提出的这些要求表明，他们充分意识到自己既没有当权，也没有成熟到当权的程度！”

#### 第四部分
Ａ．“国家的自由的基础。” 
马克思称这一部分为“民主的一节” ，他开篇质问道：“自由国家，这是什么东西？”
马克思指出人们应“将现存社会...当做现存国家的基础”，而不是将国家理解为“具有自己的‘精神的、道德的、自由的基础’的独立存在物。”
“‘现代社会’就是存在于一切文明国度中的资本主义社会，它或多或少地摆脱了中世纪的杂质，或多或少地由于每个国度的特殊的历史发展而改变了形态，或多或少地有了发展。‘现代国家’却随国境而异。它在普鲁士德意志帝国同在瑞士不一样，在英国同在美国不一样。所以，‘现代国家’是一种虚构。
但是，不同的文明国度中的不同的国家，不管它们的形式如何纷繁，却有一个共同点：它们都建立在现代资产阶级社会的基础上，只是这种社会的资本主义发展程度不同罢了。所以，它们具有某些根本的共同特征。在这个意义上可以谈‘现代国家制度”，而未来就不同了，到那时，“现代国家制度’现在的根基即资产阶级社会已经消亡了。
于是就产生了一个问题：在共产主义社会中国家制度会发生怎样的变化呢？换句话说，那时有哪些同现在的国家职能相类似的社会职能保留下来呢？这个问题只能科学地回答；否则，即使你把‘人民’和‘国家’这两个词联接一千次，也丝毫不会对这个问题的解决有所帮助。
在资本主义社会和共产主义社会之间，有一个从前者变为后者的革命转变时期。同这个时期相适应的也有一个政治上的过渡时期，这个时期的国家只能是无产阶级的革命专政。
但是，这个纲领既不谈无产阶级的革命专政，也不谈未来共产主义社会的国家制度。”
马克思强调，纲领所提出的要求在“现代国家”中的资本主义社会已经实现了，但在普鲁士德意志帝国的“现代国家”中，以该国基础所提出的要求是无法实现的。“既然德国工人党明确地声明，它是在“现代民族国家”内，就是说，是在自己的国家……进行活动……那么，它就不应当忘记主要的一点，就是说，这一切美妙的玩意儿[普选权、直接立法、人民权利、国民军]都建立在承认所谓人民主权的基础上，所以它们只有在民主共和国内才是适宜的。”
“既然他们没有勇气…要求民主共和国……那就不应当采取这个既不“诚实”也不体面的手法：居然向一个以议会形式粉饰门面、混杂着封建残余、同时已经受到资产阶级影响、按官僚制度组成、以警察来保护的军事专制国家，要求只有在民主共和国里才有意义的东西。”
马克思解释道，《哥达纲领》的要求以及其中追求所的国家都处于资产阶级社会的框架之内。在此他再次阐述了他对于国家作为社会上层建筑现象的观点：“事实上，他们是把“国家”理解为政府机器，或者理解为构成一个由于分工而同社会分离的独特机体的国家，这可以从下面的话得到证明：“德国工人党提出下列要求作为国家的经济的基础：……交纳单一的累进所得税……”赋税是政府机器的经济的基础，而不是其他任何东西的经济的基础……所得税是以不同社会阶级的不同收入来源为前提，因而是以资本主义社会为前提。”
 B.“德国工人党提出下列要求作为国家的精神的和道德的基础：
1. 由国家实行普遍的和平等的国民教育。实行普遍的义务教育。实行免费教育。”
马克思批判地提出了在阶级社会中如何实现人民“平等”教育的问题。他指出免费教育只会导致“从总税收中替上层阶级支付了教育费用”，在这点上，马克思还主张应当把技术学校同国民学校联系起来。“‘由国家实行国民教育’是完全要不得的。用一般的法律来确定国民学校的经费、教员资格、教学科目等等，并且像美国那样由国家视察员监督这些法律规定的实施，这同指定国家为人民的教育者完全是两回事！相反，应当把政府和教会对学校的任何影响都同样排除掉。”
此处，马克思还主张社会民主党应更加坚决地拒绝任何“宗教幽灵”。

#### 附录
马克思解释说:“因为纲领中接下去的附带部分不是纲领的重要组成部分。”他只是简单地谈了谈这个部分，希望通过具体的修改，让纲领的关键词更加精准。
其中，他要求明确的指出正常工作日的长度，尤其是妇女的正常工作日。
马克思反对重复提及限制妇女工作。纲领最多呼吁他们应该被排除在“那些对妇女身体特别有害或者对女性来说违反道德的劳动部门中（……）”，他在呼吁禁止童工时要求明确的年龄界限。 指出“普遍禁止儿童劳动是同大工业的存在不相容的，所以这是空洞的虔诚的愿望。”
他呼吁对工厂工业、作坊工业和家庭工业由工厂视察员实行监督。并指出即使在工人的要求下，工厂视察员也只有经过法庭才能撤换；但每个工人都可以向法庭告发视察员的失职行为，而且视察员必须是医生。
马克思同时认为社会民主党应该明白说出：工人不愿意由于规范竞争而让一般犯人受到牲畜一样的待遇，特别是不愿意使他们失掉生产劳动作为改过自新的唯一手段。
最后，马克思认为纲领应该对责任法和职业安全法的“有效的”进行详细解释。
马克思以这句话结束了全文：
我已经说了，我已经拯救了自己的灵魂。（Dixi et salvavi animam meam.）